# Biernatów (województwo lubuskie)
Biernatów (niem. Baierhaus)  – wieś w Polsce położona w województwie lubuskim, w powiecie żagańskim, w gminie Szprotawa.
W latach 1975–1998 miejscowość administracyjnie należała do województwa zielonogórskiego.